# فاتو ندياي
فاتو ندياي (بالفرنسية: Fatou N'Diaye)‏ هي عارضة وممثلة سنغالية وفرنسية، ولدت في 1980 في سانت لويس في السنغال.

## وصلات خارجية
- فاتو ندياي على موقع IMDb (الإنجليزية)
- فاتو ندياي على موقع ألو سيني (الفرنسية)
- فاتو ندياي على موقع أول موفي (الإنجليزية)
- فاتو ندياي على موقع قاعدة بيانات الأفلام السويدية (السويدية)
- فاتو ندياي على موقع قاعدة بيانات الفيلم (الإنجليزية)
- فاتو ندياي على موقع كينوبويسك (الروسية)
- فاتو ندياي على موقع دليل عارضات الأزياء (الإنجليزية)